# Тіміш (річка)
Тіміш (Таміш, рум. Timiş, серб. Тамиш) — річка на заході Румунії та півночі Сербії, ліва притока Дунаю. В античні часи річка називалась Tibiscus або Tibisis.
Річка бере початок на північно-східних схилах Банатських гір, біля східного підніжжя гори Семенікулуй. Спочатку тече на схід, потім круто повертає на північ та північний захід. Біля міста Лугож повертає на захід, а південніше міста Тімішоара — на південний захід. За 40 км від гирла річка повертає на південь та протікає паралельно Дунаю, в який впадає біля міста Панчево.

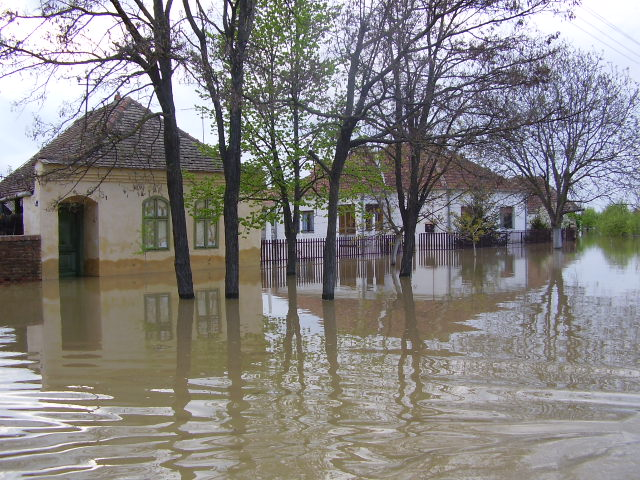
Повінь 2005 року (Яша-Томич)

Довжина річки Становить 359 км, з них 241 км вона протікає територією Румунії, а 118 км — автономним краєм Сербії Воєводина. Площа водозбору становить 13 085 км², з них на Румунію приходиться понад 8 тисяч км², та близько 5 тисяч км² у Сербії.
Річка в основному рівнинна, на ній спостерігаються часті паводки. Остання велика повінь відбулась в 2005 році, що призвело до страшних наслідків в Сербії.

## Цікаві факти
- Назва румунського міста Тімішоара перекладається як місто над Тімішом, хоча місто розташоване на річці Бега, а Тіміш протікає за 10 км на південь. Але раніше ці дві річки навесні зливались, утворюючи спільну заплаву, саме тому місто й отримало сучасну назву.
- Гирло річки раніше знаходилось за 40 км вище по течії, де зараз вона близько (4-5 км) підходить до Дунаю. Через часті і катастрофічні паводки, води затоплювали місто Белград, тому було збудоване нове русло в обхід столиці. Болотиста територія між Дунаєм, старим та новим руслом Тімішу, площею 400 км², називається Панчевачки-Рит.

| Румунія | Це незавершена стаття з географії Румунії. Ви можете допомогти проєкту, виправивши або дописавши її. |

| Сербія | Це незавершена стаття з географії Сербії. Ви можете допомогти проєкту, виправивши або дописавши її. |